# Atorvastatina
L'atorvastatina è un composto appartenente alla famiglia delle statine, che viene impiegato in associazione alla dieta, all'attività fisica e alla ricerca della perdita di peso per abbassare l'ipercolesterolemia, trattare le condizioni associate e prevenire la malattia cardio-cerebrovascolare. Il farmaco sembra stabilizzare la placca aterosclerotica e prevenire l'ictus cerebri attraverso meccanismi antinfiammatori.
In Italia il farmaco è venduto dalla società farmaceutica Pfizer con il nome commerciale Torvast e dalla società Laboratori Guidotti con il nome Totalip nella forma farmaceutica di compresse rivestite da 10, 20, 40 e 80 mg. Il farmaco è anche commercializzato da numerose altre società farmaceutiche come medicinale equivalente.
Atorvastatina fu sintetizzata nel 1985 da Bruce Roth della Parke-Davis Warner-Lambert Company (ora Pfizer). Tra i farmaci più venduti al mondo nella storia farmaceutica la molecola ha generato ricavi per 125 miliardi di dollari ed è stata ai vertici della lista delle sostanze più vendute al mondo per oltre un decennio.

## Farmacodinamica
Atorvastatina appartiene alla famiglia delle statine (o vastatine), e come queste agisce come inibitore selettivo e competitivo dell'enzima HMG-CoA reduttasi (3-idrossi-3-metiglutaril coenzima A reduttasi), l'enzima deputato alla conversione di 3-idrossi-3-metilglutaril coenzima A in mevalonato, un precursore fondamentale nella biosintesi del colesterolo.
L'organo bersaglio principale su cui agisce atorvastatina per abbassare il colesterolo è il fegato. Le lipoproteine a bassa densità (LDL) si formano a partire dalle VLDL e sono catabolizzate in particolare dal recettore ad alta affinità per le LDL.
Il farmaco determina un aumento del numero dei recettori per le LDL sulla superficie degli epatociti, e a questo consegue perciò un incremento della captazione e del catabolismo di queste lipoproteine. Inoltre la molecola inibisce la sintesi epatica delle VLDL, riducendo in sostanza il numero totale di lipoproteine appartenenti a entrambe le classi, VLDL e LDL.
Studi clinici hanno evidenziato che atorvastatina riduce le concentrazioni di colesterolo totale (tra il 30% e il 46%), colesterolo LDL (41%-61%), apolipoproteina B (34%-50%) e trigliceridi (14%-33%) provocando nel contempo incrementi variabili del colesterolo HDL e dei livelli di apolipoproteina A1.

## Farmacocinetica
Dopo somministrazione per via orale atorvastatina viene rapidamente assorbita dal tratto gastroenterico, raggiungendo la concentrazione plasmatica massima (Cmax) entro 1-2 ore (Tmax) dall'assunzione. La biodisponibilità assoluta del farmaco è pari a circa il 14%, ma la disponibilità sistemica dell'attività inibente la HMG-CoA riduttasi è circa il 30%. La causa principale della bassa disponibilità sistemica è attribuibile alla clearance presistemica a livello della mucosa gastroenterica e/o al metabolismo epatico di primo passaggio. L'assunzione di atorvastatina con il cibo determina una riduzione del 25% della Cmax e una riduzione del 9% della AUC.
Il legame del farmaco con le proteine del plasma è superiore al 98%.
Atorvastatina è metabolizzata dal citocromo P450 3A4 attraverso processi di idrossilazione in metaboliti orto e para idrossilati, così come in diversi metaboliti beta-ossidati. I derivati orto- e para-idrossilati sono responsabili del 70% circa dell'attività inibitoria per l'HMG-CoA reduttasi.
Il metabolita orto-idrossilato subisce un ulteriore metabolismo tramite un processo di glucuronidazione. Atorvastatina è un substrato per il citocromo CYP3A4, pertanto è sensibile sia agli inibitori sia agli induttori dello stesso, i quali determinano rispettivamente un aumento o una diminuzione delle concentrazioni plasmatiche del farmaco.
Questa interazione è stata testata in vitro con la somministrazione concomitante di eritromicina, un noto inibitore dell'isoenzima CYP3A4, la quale, come atteso, ha comportato un aumento delle concentrazioni plasmatiche di atorvastatina. La via di eliminazione principale di atorvastatina è quella biliare, dopo il metabolismo epatico e/o extraepatico. L'emivita di eliminazione media nel plasma nell'essere umano è di circa 14 ore. L'emivita dell'attività inibitoria per l'HMG-CoA reduttasi si aggira invece tra le 20 e le 30 ore, a causa del contributo dei metaboliti attivi.

## Usi clinici
Atorvastatina trova utilizzo nell'adulto, adolescenti e bambini con più di 10 anni di età affetti da ipercolesterolemia primaria, ipercolesterolemia familiare eterozigote o iperlipemia mista (tipo IIa e IIb secondo la classificazione di Fredrickson) in aggiunta alla dieta per diminuire i livelli elevati di colesterolo totale, colesterolo LDL, apolipoproteina B e trigliceridi, quando la risposta a dieta e misure non farmacologiche sia risultata insoddisfacente.
È usata anche per trattare l'ipercolesterolemia familiare omozigote in associazione o in alternativa ad altri trattamenti ipolipemizzanti.
Atorvastatina è stata anche autorizzata per la prevenzione degli eventi cardiovascolari maggiori (ad esempio infarto del miocardio, ictus, angina instabile) in soggetti che sono considerati a rischio elevato di insorgenza di un primo evento cardiovascolare, così come terapia aggiuntiva alla correzione di altri fattori di rischio.
Il farmaco trova anche indicazione in prevenzione secondaria per i soggetti sottoposti a interventi di rivascolarizzazione.

## Effetti collaterali e indesiderati
| Tipi di reazioni                                      | Comuni (>1/100, <1/10)                                                                                          | Non comuni (>1/1.000, <1/100)                                                         | Rare (>1/10.000, <1/1.000) | Molto rare (<1/10.000)  |
| ----------------------------------------------------- | --- | ------------------------------------------------------------------------------------- | --- | ----------------------- |
| Infezioni e infestazioni                              | - Nasofaringite                                                                                                 |                                                                                       | |                         |
| Disturbi del sistema sanguigno e linfatico            | |                                                                                       | - Trombocitopenia |                         |
| Disturbi del sistema immunitario                      | - Reazioni allergiche                                                                                           |                                                                                       | | - Anafilassi            |
| Disturbi del metabolismo e nutrizione                 | - Iperglicemia                                                                                                  | - Ipoglicemia - Aumento di peso - Anoressia                                           | |                         |
| Disturbi psichiatrici                                 | | - Incubi, - Insonnia                                                                  | |                         |
| Patologie del sistema nervoso                         | - Cefalea | - Capogiri - Parestesia - Ipoestesia - Disgeusia - Amnesia                            | - Neuropatia periferica |                         |
| Patologie dell'occhio                                 | | - Visione offuscata                                                                   | - Disturbi della vista |                         |
| Patologie dell'orecchio e del labirinto               | | - Tinnito                                                                             | | - Perdita dell'udito    |
| Patologie respiratorie, toraciche e mediastiniche     | - Dolore faringolaringeo - Epistassi                                                                            |                                                                                       | |                         |
| Patologie gastrointestinali                           | - Stipsi - Flatulenza - Dispepsia - Nausea - Diarrea                                                            | - Vomito - Dolore addominale - Eruttazione - Pancreatite                              | |                         |
| Patologie epatobiliari                                | | - Epatite                                                                             | - Colestasi | - Insufficienza epatica |
| Patologie della cute e del tessuto sottocutaneo       | | - Orticaria - Eruzioni cutanee - Prurito - Alopecia                                   | - Edema angioneurotico - Eruzioni bollose - Eritema multiforme - Sindrome di Stevens-Johnson - Epidermolisi necrotica tossica |                         |
| Patologie del sistema muscoloscheletrico              | - Mialgia - Artralgia - Dolore alle estremità - Spasmi muscolari - Gonfiore alle giunture - Dolore alla schiena | - Dolore al collo - Affaticamento muscolare                                           | - Miopatia (1) - Miosite (1) - Rabdomiolisi (1) - Tendinopatia (complicata talvolta da rottura)                               |                         |
| Patologie dell'apparato riproduttivo e della mammella | |                                                                                       | - Ginecomastia |                         |
| Patologie sistemiche                                  | | - Malessere - Astenia - Dolore al petto - Edema periferico - Affaticamento - Piressia | |                         |
| Esami diagnostici                                     | - Anomalie della funzionalità epatica - Aumento della creatinfosfochinasi - Aumenti delle transaminasi sieriche | - Test urine positivo ai leucociti                                                    | |                         |

(1) La miopatia indotta da statine comprende diversi disturbi muscolari, dalla mialgia alla miosite (incremento dei livelli di creatinfosfochinasi >= 10 ULN) fino alla rabdomiolisi, che se non trattata porta a danno d'organo irreversibile con rischio di morte. Aumenti lievi e transitori di creatinfosfochinasi associati al trattamento con statine, non assumono rilevanza clinica nella maggior parte dei pazienti e non richiedono l'interruzione della terapia farmacologica. 
Di fronte a incrementi elevati (superiori a 10 volte il limite massimo superiore) e/o in associazione a sintomi quali dolorabilità muscolare diffusa e mialgia, in genere si sospende il farmaco e si verifica se tali sintomi sono riconducibili a miopatia.
L'incidenza di miopatia da statina è dose-dipendente: si va da 0,02% con la dose di 20 mg fino a 0,53% con la dose di 80 mg. 
Dati della FDA riportano un'incidenza quattro volte più alta per la rabdomiolisi da lovastatina, atorvastatina e simvastatina in monoterapia rispetto a fluvastatina e pravastatina, sempre in monoterapia.
Il rischio di miopatia aumenta se la statina è somministrata insieme a farmaci che possono inibirne il metabolismo con conseguente aumento della sua esposizione sistemica o in associazione a farmaci che di per sé possono causare miopatia (niacina e fibrati).
Sebbene l'atorvastatina sia metabolizzata dal CYP3A4, il rischio di miopatia per interazione farmacometabolica con farmaci potenti inibitori del CYP3A4 sembrerebbe inferiore rispetto a simvastatina e lovastatina, perché l'incremento della concentrazione plasmatica dovuto all'inibizione dell'isoenzima citocromiale è apparentemente modesto.
Il rischio e la gravità della miopatia possono essere aumentate da turbe funzionali epatiche, insufficienza renale, infezioni gravi, ipotiroidismo, anamnesi positiva per disturbi muscolari su base ereditaria, tossicità muscolare da precedente trattamento farmacologico ed età avanzata. Valori pre-trattamento della creatinfosfochinasi > 5 volte ULN controindicano l'impiego dell'atorvastatina. 
Dolore muscolare inspiegabile, tensione o debolezza muscolare, debolezza generalizzata associata a febbre o fatica, alterazione del colore delle urine possono essere sintomi riconducibili a miopatia. Nei pazienti anziani la rabdomiolisi può presentarsi anche semplicemente come debolezza muscolare non accompagnata a dolore.
Poiché la creatinfosfochinasi tende ad aumentare rapidamente e non progressivamente, non è necessario il monitoraggio periodico dei livelli ematici, se non vi sono sintomi clinici correlabili a tossicità muscolare (dolore, debolezza, urine scure). Inoltre sono riportati in letteratura episodi di miopatia in pazienti con livelli di creatinfosfochinasi nella norma. Se i pazienti presentano livelli di creatinfosfochinasi lievemente o moderatamente elevati in presenza di miopatia non progressiva, può essere ragionevole, in pazienti a elevato rischio cardiovascolare, continuare la terapia farmacologica eventualmente riducendo la dose della statina in uso o sostituendola con un'altra.

## Controindicazioni
Atorvastatina è controindicata nei soggetti con ipersensibilità nota al principio attivo oppure a uno qualsiasi degli eccipienti della formulazione farmaceutica. 
Il farmaco è inoltre controindicato nei soggetti affetti da porfiria, da malattia epatica in fase attiva, negli alcolisti o in coloro che registrano incrementi persistenti e inspiegabili delle transaminasi, oltre tre volte i valori normali di riferimento.
Infine non deve essere somministrato nelle donne in stato di gravidanza, e in quelle che allattano al seno oppure che sono in età fertile ma non ricorrono a adeguate misure contraccettive.

## Dosi terapeutiche
Il dosaggio deve essere personalizzato tenendo conto delle concentrazioni di base del colesterolo LDL, dell'obiettivo del trattamento e della risposta del paziente.
La dose iniziale usuale è pari a 10 mg, in una singola somministrazione.
Adeguamenti del dosaggio possono essere fatti dopo un adeguato intervallo di tempo (in genere almeno quattro settimane). La dose massima è di 80 mg, sempre in singola somministrazione.
- Ipercolesterolemia primaria e iperlipemia mista

La maggior parte dei soggetti necessita di 10 mg al giorno.
- Ipercolesterolemia familiare eterozigote

Si inizia con dosaggi di 10 mg al giorno, successivamente la posologia viene personalizzata e aggiustata ogni 28 giorni fino alla dose di 40 mg.
- Ipercolesterolemia familiare omozigote

Il dosaggio iniziale deve essere di 10 mg al giorno, successivamente viene incrementato fino al dosaggio massimo di 80 mg/die. Atorvastatina deve essere utilizzata in associazione ad altri trattamenti ipolipemizzanti.

## Interazioni
- Etanolo: la somministrazione di atorvastatina a soggetti che hanno un consumo elevato o abusano di sostanze alcoliche oppure hanno precedenti di storia di epatopatia richiede cautela per il possibile potenziamento dell'epatotossicità del farmaco.
- Farmaci potenti inibitori del CYP3A4 (acido fibrico, niacina, ezetimibe, ciclosporina, telitromicina, claritromicina, ketoconazolo, inibitori della proteasi dell'HIV : queste molecole portano a marcati aumenti delle concentrazioni plasmatiche di atorvastatina e la somministrazione concomitante deve essere, possibilmente, evitata. Se ciò non è possibile si debbono utilizzare dosaggi iniziali e dosi massime più basse possibile. Si deve anche effettuare un adeguato monitoraggio clinico di questi pazienti valutando i livelli di creatinfosfochinasi e la funzionalità renale perché aumenta il rischio di mialgia e rabdomiolisi grave con insufficienza renale acuta. La somministrazione di niacina rispetto ai fibrati, sulla base dei dati clinici, presenta un minor rischio di miopatia.
- Induttori del CYP3A4 (efavirenz, rifampicina, erba di S. Giovanni): la co-somministrazione con induttori del citocromo P450 3A4 può causare riduzioni delle concentrazioni plasmatiche di atorvastatina. Se la contemporanea somministrazione non può essere evitata i soggetti debbono essere attentamente monitorati per valutare l'effettiva efficacia della statina.
- Inibitori delle proteine di trasporto (ad esempio ciclosporina): gli inibitori delle proteine di trasporto, agendo sull'assorbimento dei trasportatori epatici, possono causare un aumento dell'esposizione sistemica di atorvastatina. Nella necessità di somministrazione concomitante viene raccomandata una riduzione del dosaggio della statina e un attento monitoraggio dell'efficacia clinica.
- Warfarin, anticoagulanti cumarinici: atorvastatina in trattamento di associazione con warfarin sembra possa determinare una piccola diminuzione del tempo di protrombina. In letteratura medica sono stati riportati solo casi molto rari di interazioni con anticoagulanti, ma il tempo di protrombina deve essere determinato sia all'inizio della terapia con la statina sia con una frequenza opportuna nel corso del trattamento per assicurarsi che non vi siano alterazioni significative ed evitare il rischio di variazioni clinicamente rilevanti dell'indice INR. Una volta che il tempo di protrombina si è stabilizzato, lo schema dei controlli deve seguire quello normalmente indicato per l'anticoagulante utilizzato.
- Contraccettivi orali e terapia ormonale sostitutiva: l'uso contemporaneo di contraccettivi orali e della statina causa un incremento delle concentrazioni plasmatiche di etinil estradiolo e di norgestrel. Un effetto simile è atteso per le molecole utilizzate per la terapia ormonale sostitutiva.
- Clopidogrel: l'antiaggregante agisce come inibitore competitivo del CYP3A4. Nei pazienti trattati con clopidogrel è preferibile pravastatina ad atorvastatina. Infatti questa interazione non è stata riportata per la pravastatina.
- Gemfibrozil e derivati dell'acido fibrico: l'uso di fibrati, anche in monosomministrazione, è stato occasionalmente associato a eventi avversi a carico della muscolatura e a rabdomiolisi. La possibilità che si verifichino tali eventi aumenta in caso di somministrazione contemporanea di derivati dell'acido fibrico e atorvastatina. La somministrazione concomitante pertanto dovrebbe essere evitata.
- Ezetimibe: l'uso di ezetimibe da solo è stato talvolta associato a eventi avversi a carico della muscolatura e a rabdomiolisi. Il rischio di tali eventi è più elevato in caso di co-somministrazione di ezetimibe e atorvastatina.

## Gravidanza e allattamento
La somministrazione di atorvastatina è controindicata in donne che sono in stato di gravidanza. Nelle donne in età fertile si consiglia di associare alla terapia con atorvastatina delle valide misure contraccettive. 
Il farmaco riduce la sintesi di colesterolo, molecola fondamentale per la sintesi di steroidi e delle membrane cellulari, elementi essenziali per lo sviluppo fetale. Il profilo di tossicità nelle donne in gravidanza non è stato indagato sufficientemente, ma il rischio potenziale derivante dall'inibizione dell'HMG-CoA reduttasi sembra essere superiore ai vantaggi del trattamento durante tale periodo. Se si verifica una gravidanza durante la terapia con atorvastatina, il farmaco deve essere immediatamente sospeso.
Non ci sono dati certi sulla possibile escrezione di atorvastatina nel latte materno umano. 
Poiché colesterolo e gli altri derivati della biosintesi del colesterolo, inibiti dal farmaco, sono essenziali, a fini precauzionali, l'allattamento al seno durante la terapia farmacologica non è raccomandato. Nei ratti, la concentrazione nel latte materno di atorvastatina è risultata sovrapponibile a quella riscontrata a livello plasmatico. Non è chiaro se questi dati possano rispecchiare con precisione i livelli di atorvastatina presenti nel latte materno umano.

## Avvertenze
Dieta: associare al trattamento farmacologico con atorvastatina un adeguato regime alimentare e un appropriato stile di vita.
Aggiustamento del dosaggio di atorvastatina: il dosaggio di atorvastatina raccomandato è compreso fra 10 e 80 mg/die corrispondente a una diminuzione dei livelli di colesterolo LDL del 35-40% al dosaggio minore, e del 50-60% al dosaggio maggiore. Se, durante il trattamento farmacologico, i livelli di colesterolo LDL scendono a 75 mg/dL e/o i livelli di colesterolo totale plasmatico risultano inferiori a 140 mg/dL, può essere presa in considerazione l'eventualità di ridurre la statina. Evitare di aumentare la dose di farmaco oltre il valore massimo raccomandato, perché a fronte di un ulteriore abbassamento del 5-6% del colesterolo LDL, aumenta notevolmente il rischio di effetti collaterali importanti. Se il trattamento con atorvastatina e dieta non permette di arrivare ai livelli di colesterolemia totale e di colesterolo LDL desiderati, associare un altro farmaco. Monitorare la concentrazione lipidica plasmatica dopo sei settimane dall'inizio del trattamento farmacologico e adattare il dosaggio di atorvastatina a seconda della risposta terapeutica.
Monitoraggio epatico: poiché l'atorvastatina risulta potenzialmente epatotossica, è necessario eseguire periodicamente la valutazione della funzionalità epatica. Il monitoraggio deve essere eseguito con attenzione in presenza di epatopatie croniche (epatite cronica virus correlate, epatopatia alcol correlata, cirrosi, steatosi epatica non alcolica). In pazienti senza malattia epatica, il monitoraggio prevede la determinazione dei livelli di AST e ALT prima dell'inizio della terapia con atorvastatina (valori normali per AST < 37 U/L e per ALT < 41 U/L) e dopo sei settimane. Se i valori di AST e ALT rimangono nei limiti o aumentano moderatamente, ricontrollare dopo sei settimane, quindi dopo tre mesi e successivamente ogni sei mesi. Se dopo sei settimane dall'inizio della terapia, gli enzimi epatici risultano > 2 volte i limiti ULN, sospendere la terapia con atorvastatina e attendere la normalizzazione degli enzimi epatici, quindi riprendere la terapia ipolipemizzante con una statina diversa.
In pazienti con malattia epatica cronica o cirrosi epatica compensata, valutare gli enzimi epatici prima di iniziare il trattamento con la statina quindi dopo due settimane. Se i valori rientrano nei limiti raccomandati o risultano lievemente aumentati continuare la terapia effettuando il monitoraggio di AST e ALT ogni quattro settimane per quattro mesi, poi ogni tre mesi. In caso di un incremento della dose di statina, effettuare il monitoraggio degli enzimi epatici dopo due settimane, poi con cadenza mensile per quattro mesi dopo l'aumento della dose. Se dopo due settimane dall'inizio della terapia con atorvastatina gli enzimi epatici superano due volte o più i valori di base, sospendere la statina, attendere la normalizzazione di AST e ALT quindi valutare la sostituzione della statina.
I pazienti con steatosi non alcolica possono seguire il monitoraggio consigliato per i pazienti senza malattia epatica. In caso di livelli elevati e persistenti di aminotransaminasi (>= 3 volte ULN), indipendentemente dalla presenza di malattia epatica preesistente, l'atorvastatina deve essere sospesa; nei trial clinici questi aumenti non erano associati, nella maggior parte dei casi, a un quadro clinico di malattia epatica e sono regrediti una volta interrotta la terapia farmacologica. L'atorvastatina è controindicata nei pazienti con malattia epatica attiva.
Pazienti nefropatici: non sono richiesti adattamenti del dosaggio in caso di insufficienza renale.
TSH: monitorare il livello di TSH prima di iniziare il trattamento con statine poiché l'ipotiroidismo predispone alla miopatia.
Lattosio: la presenza di lattosio fra gli eccipienti delle forme farmaceutiche contenenti atorvastatina è controindicata per i pazienti con intolleranza su base ereditaria al galattosio, con deficit della Lapp lattasi o malassorbimento di glucosio-galattosio.